# Otok Proizd i Privala na Korčuli
Otok Proizd i Privala na Korčuli este o arie protejată (sit de importanță comunitară — SCI) din Croația întinsă pe o suprafață de 639,03 ha, integral marine.

## Localizare
Centrul sitului Otok Proizd i Privala na Korčuli este situat la coordonatele 42°59′06″N 16°37′34″E / 42.985°N 16.626°E.

## Înființare
Situl Otok Proizd i Privala na Korčuli a fost declarat sit de importanță comunitară în iulie 2013 pentru a proteja un număr necunoscut de specii din flora spontană și fauna sălbatică aflate în arealul zonei.

## Biodiversitate
Situată în ecoregiunea marină mediteraneană, aria protejată conține 2 habitate naturale: Recifuri, Straturi cu Posidonia (Posidonion oceanicae).
La baza desemnării sitului se află un număr nedeclarat de specii protejate.